# Římskokatolická farnost – děkanství Žamberk
Římskokatolická farnost – děkanství Žamberk je územním společenstvím římských katolíků v rámci žamberského vikariátu královéhradecké diecéze.

## O farnosti

### Historie
Kostel sv. Václava v Žamberku je prvně zmiňován v roce 1348 jako dřevěný. Tento kostel v roce 1684 vyhořel a na jeho místě byl v letech 1729–1738 postaven kostel nový. Původní kostelní zvony byly zrekvírovány v roce 1940, nové byly pořízeny v letech 2000 (2 zvony) a 2001 (1 zvon). Dne 6. července 2009 slavil v děkanském kostele sv. Václava primiční Mši svatou novokněz Pavel Jäger. 
Dříve samostatná farnost Písečná byla k žamberské farnosti připojená 1. července 2006, k 1. říjnu 2009 byl zřízen samostatný žamberský vikariát, vzniklý vyčleněním 13 farností a jedné duchovní správy z dosavadního vikariátu Ústí nad Orlicí.

### Přehled duchovních správců
- 1952–1985 R.D. Jan Šimek (23. 9. 1917 – 4. 11. 1985) (interkalární administrátor)
- 1985–1986 R.D. Jaroslav Záruba (administrátor ex currendo ze Slatiny nad Zdobnicí)
- 1985–1986 Mons. Josef Kajnek (administrátor ex currendo z Písečné)
- 1986–1991 R.D. Jindřich Krink (interkalární administrátor)
- 1991–2000 R.D. Mgr. Daniel Kolář (administrátor)
- 2000–2017 R.D. Mgr. Oldřich Kučera (administrátor)
- 2017–současnost R.D. Wiesław Rafal Jan Kalemba (administrátor)

Historie působení duchovních na faře v Žamberku od roku 1360 je uvedena v článku Seznam farářů u sv. Václava v Žamberku

## Současnost
Farnost má sídelního duchovního správce, který je zároveň administrátorem excurrendo ve Slatině nad Zdobnicí v sousedním vikariátu Rychnov nad Kněžnou. Od roku 2017 je duchovním správcem farnosti  Wiesław Rafał Kalemba, nejprve jako administrátor, od 1. ledna 2021 jako farář, nemocniční kaplankou je Mgr. Marie Souradová.
| Kostel                          | Místo             | Bohoslužba                              | Bohoslužba              | Poznámka                       |
| ------------------------------- | ----------------- | --------------------------------------- | ----------------------- | ------------------------------ |
| Kostel Svaté Rodiny             | Líšnice           | neděle 1x za 14 dní sobota 1x za 14 dní | 08.00 18.30             | filiální kostel                |
| Kostel svaté Kateřiny           | Písečná           | neděle pátek                            | 11.00 17.00             | filiální kostel                |
| Děkanský kostel svatého Václava | Žamberk           | neděle úterý čtvrtek pátek              | 09.30 18.00 07.30 18.30 | farní kostel                   |
| Kaple Panny Marie Sedmibolestné | Žamberk           | neslouží se pravidelně                  | neslouží se pravidelně  | kaple (kostnice)               |
| Kaple svaté Rozálie             | Žamberk           | neslouží se pravidelně                  | neslouží se pravidelně  | kaple                          |
| Kaple Svaté Rodiny              | Orlické Předměstí | neslouží se pravidelně                  | neslouží se pravidelně  | v léčebně dlouhodobě nemocných |
| Oratorium                       | Žamberk           | čtvrtek                                 | 16.00                   | v Albertinu                    |
| Oratorium                       | Žamberk           | čtvrtek                                 | 16.45                   | v Penzionu                     |
| Kaple Nanebevzetí Panny Marie   | Žamberk - zámek   | sobota                                  | 16.30                   | zámecká kaple                  |